# نیروت سیریجانیا
نیروت سیریجانیا (تایلندی: นิรุตติ์ ศิริจรรยา؛ زادهٔ ۲ مهٔ ۱۹۴۷) [[بازیگر] اهل تایلند است. وی از سال ۱۹۷۰ میلادی تاکنون مشغول فعالیت بوده‌است.
از فیلم‌ها یا مجموعه‌های تلویزیونی که وی در آن‌ها نقش داشته است، می‌توان به خماری: قسمت دوم و لارگو وینچ ۲ اشاره نمود.